# Chuduca
Chuduca là một chi bướm đêm thuộc họ Noctuidae.